# Acide sébacique
L’acide sébacique (décanedioïque, 1-8,octanedicarboxylique, HOOC(CH2)8COOH) appartient à la série homologue des acides dicarboxyliques aliphatiques. Leurs sels et esters sont appelés « sébaçates ».
Il est obtenu par la décomposition de l’acide ricinoléique qui est issu de l’huile de ricin.
Il sert de monomère, avec l’hexaméthylènediamine (1,6-diaminohexane), pour la synthèse d’un polyamide : le PA 6-10 (polyhexaméthylène sébaçamide).

## Particularités
Les acides dicarboxyliques aliphatiques ont des propriétés qui leur sont propres. En effet, les composés ayant un nombre impair de carbones ont un point de fusion relativement inférieur aux composés comportant un nombre pair de carbones. Ces différences sont dues à leurs différents états cristallins, plus communément appelé polymorphisme. Ce dernier est causé par les liaisons hydrogène formées par les fonctions acide carboxylique. Les liaisons se font différemment selon le nombre de carbones présents dans la molécule.